# Joaquín Pacheco Colás
Joaquín Pacheco y Colás (Ceuta, Cádiz, ca. 1823–Lérida, 14 de marzo de 1882), fue administrador de la Hacienda pública, recompensado por sus servicios en 1863 con la condecoración de Comendador de la Orden de Carlos III.

## Principales cargos públicos
Escribiente de la: Administración principal de la provincia de Cádiz en el ramo de Bienes nacionales, Contaduría de Rentas del partido de Jerez de la Frontera, Subdelegación de Rentas del mismo partido, Contaduría de la Administración de Contribuciones atrasadas de Cádiz, Dirección general de Aduana; Vista de la Aduana del Puerto de Santa María, Contador-Vista de la misma Aduana, Oficial de la de Algeciras, Oficial de Hacienda pública de Cádiz, Fiel de puertas de la misma ciudad, Fiel de los derechos de consumos de la misma, Teniente Visitador de la contribución de consumos de Sevilla, Oficial de la Aduana de Cádiz, Oficial de la Administración de Hacienda pública de la misma provincia, Oficial de dicha Administración, Administrador del Depósito comercial de la misma provincia.
- 1865. Administrador principal de las salinas de San Fernando, Administrador del Depósito comercial de Cádiz.[4]

- 1866. Contador, en comisión, de la Fábrica de tabacos de Sevilla.[5]

- 1868. Administrador-Jefe de la Fábrica de Tabacos de Valencia desde el 17 de agosto de 1868, Contador de la de Sevilla en comisión.[6]

- 1869. Jefe honorario de Administración de Hacienda pública y de la Administración económica de la provincia de Alicante.[7]

- 1871. Jefe de Administración económica de Valencia, desempeñaba igual cargo en la de La Coruña, con la categoría de Jefe de Administración de tercera clase de Hacienda desde el 6 de junio de 1871[8] hasta el 29 de junio de 1872.[9]

- 1878. Jefe de Administración económica de la provincia de Valencia[10] desde el 30 de septiembre de 1878 hasta el 5 de enero de 1881,[11] pasando posteriormente a desempeñar el cargo de delegado del Banco de España en Lérida, donde falleció.[12]
- A Doña Ninfa Yanguas y Ortega, viuda de D. Joaquín Pacheco y Colás, Jefe económico que fue de la provincia de Valencia, se la declaró con derecho a la pensión de Monte-pío de oficinas de 1.500 pesetas anuales.[13] Uno de sus hijos fue el militar Joaquín Pacheco Yanguas, nacido en Cádiz y fallecido en Valencia en 1925 donde reposan sus restos.